# Мдаласіні
Мдаласіні (Mdalasini) — офшорне газове родовище в Індійському океані біля узбережжя Танзанії у блоці 2, правами на розробку якого володіє консорціум у складі норвезької Statoil (65 %, оператор) та ExxonMobil (35 %). Відноситься до газоносного басейну Мафія (отримав назву за островом Мафія із архіпелагу Занзібар).

## Опис
Родовище виявили на початку 2015 року внаслідок спорудження буровим судном Discoverer Americas свердловини Mdalasini-1, закладеної в південній частині блоку. Вона знаходилась в районі з глибиною моря 2296 метрів, мала довжину 5556 метрів та пройшла через два газонасичені інтервали в пісковиках третинного та крейдового періоду.
Мдаласіні, так само як і родовища Giligiliani та Мронге, не планується задіювати на першому етапі розробки блоку 2. Це пояснюється їх розташуванням в районах зі складним рельєфом дна — від узбережжя Танзанії тягнуться численні підводні каньйони глибиною до 200—300 метрів та нестабільними схилами.
За результатами буріння Mdalasini-1 геологічні ресурси родовища оцінювались від 28 до 51 млрд м³ газу.